# 송정십현도
송정십현도는 대한민국 전북특별자치도 정읍시 정읍시립박물관이 소장 중인 그림이다. 2020년 11월 27일 정읍시의 향토문화유산 제14호로 지정되었다.

## 개요
송정십현도(松亭十賢圖)는 1910년 석지 채용신(蔡龍臣, 1850~1941)이 이모(移摹)하여 제작한 작품으로, 무성리 성황산에 위치한 송정(松亭)을 배경으로 한 시문을 벗삼은 10명의 선비들을 그린 그림이다. 이 그림은 비단 위에 채색되었으며 크기는 가로 83.4cm, 세로 119cm이다.
송정십현도는 <칠광도>와 마찬가지로, 광해군 시절의 어지러운 시국을 개탄하며 초탈한 삶을 살았던 10명의 선비들의 모임을 그린 일종의 계회도(契會圖)로 볼 수 있다. 이들과 7광(光, 7명의 선비)은 초기의 고현동 향약 자료에 등장하였다. 그림 속 인물들은 한 쪽에 음식을 차려놓거나 책을 읽는 모습, 바둑을 두는 모습, 문서를 읽는 모습 등 다양한 행동을 보여주며, 특히 옷 주름과 자세, 손모양 등의 세부적 표현이 상세하게 묘사되어 각각의 개성이 돋보인다.
10명의 선비인 십현(十賢)은 김응빈, 김감, 송치중, 송민고, 이탁(李逴) 등 <칠광도>에서 보이는 인물과 김관(金灌, 1575~1635), 김정(金濎, 1587~1636), 김급(金汲, 1591~1643), 김우직(金友直, 1594~1659), 양몽우(梁夢禹, 1589~?)이다.